# صید (بازی ویدئویی)
صید (انگلیسی: The Quarry) یک بازی ویدئویی ترسناک و درام تعاملی محصول سال ۲۰۲۲ است که توسط سوپرمسیو گیمز توسعه یافته و به‌وسیلهٔ ۲کی منتشر شده است. بازیکنان کنترل نُه نوجوان را بر عهده می‌گیرند که باید آخرین شب خود در کمپ تابستانی هَکِت را در میان موجودات ماوراءالطبیعی و محلی‌های خشن سپری کنند. بازیکنان در طول بازی انتخاب‌های زیادی انجام می‌دهند که ممکن است تأثیر قابل‌توجهی بر رشد شخصیت، روابط، داستان و پایان آن داشته باشد. هر نه شخصیت قابل کنترل بسته به تصمیمات بازیکن، ممکن است تا پایان بازی زنده بمانند یا بمیرند.
این بازی که به عنوان دنباله معنوی آنتیل داون و با الهام از فیلم‌های اسلش و هیولاهای نوجوانان مانند جمعه سیزدهم و موجود الهام گرفته شده است، دارای گروه بازیگران بزرگی از جمله برندا سونگ، دیوید آرکت، هالستون سیج، تد ریمی، آریل وینتر، لانس هنریکسن، لین شی و جاستیس اسمیث است. صید در ۱۰ ژوئن ۲۰۲۲ برای پلی‌استیشن ۴، پلی‌استیشن ۵، مایکروسافت ویندوز، ایکس‌باکس وان و ایکس‌باکس سری اکس/اس منتشر شد.
این بازی عمدتاً نقدهای مثبتی از سوی منتقدان دریافت کرد که روایت، شخصیت‌ها، بازی‌های بازیگران، گرافیک و ادای احترام آن به فیلم‌های ترسناک کلاسیک را ستایش کردند، اگرچه انتقادها به پایان‌های ناگهانی، حالت‌های چندنفره بحث‌برانگیز و مسائل فنی پس از انتشار معطوف شد.

## گیم پلی
بازی از زاویهٔ دید سوم شخص دنبال می‌شود. بازیکن کنترل ۹ نوجوان مختلف را به عهده می‌گیرد که باید یک شب در اردوگاه تابستانی هکت زنده بمانند. بازیکن باید مرتباً تصمیمات مختلفی بگیرد که می‌تواند رشد شخصیت، طرح داستان و روابط بین شخصیت‌های مختلف را تغییر دهد. هر ۹ شخصیت قابل بازی ممکن است تا پایان بازی از راه‌های مختلف بمیرند. اگرچه بازی حدود ۱۰ ساعت طول می‌کشد، اما مرگ زودهنگام شخصیت‌های خاص ممکن است آن را کوتاه کند.
این بازی در ۱۰ فصل به همراه یک مقدمه و پایانی تقسیم شده است. در بین هر فصل، همان‌طور که در بازی‌های ترسناک سوپرمسیو گیمز مرسوم است، گهگاهی با یک راوی وقفه‌هایی وجود دارد. این بار فالگیر، الیزا (گریس زابریسکی)، مستقیماً بازیکن را مورد خطاب قرار می‌دهد و با خواندن کارت‌های تاروت که بازیکن در طول بازی جمع‌آوری کرده است، انتخاب‌های آینده آنها را راهنمایی می‌کند.
با توجه به داستان شاخه ای بازی، این بازی ۱۸۶ پایان مختلف دارد، که تحت تأثیر انتخاب بازیکن، عملکرد در رویدادهای سریع، و هوشیاری در یافتن شواهد و سرنخ‌ها، نتیجه بازی را تعیین می‌کند، و همچنین درک عمومی از مرگ و میرهایی که در اردوگاه هکت رخ دادند. هنگامی که بازیکن اولین بازی خود را از بازی کامل کرد، قفل Death Rewind را باز می‌کند، که به او اجازه می‌دهد تا سه مرگ شخصیت را در هر بازی بعدی لغو کنند. بازیکنان می‌توانند برخی از عناصر گیم‌پلی مانند خرد کردن دکمه، رویدادهای سریع، و هدف‌گیری و تیراندازی را غیرفعال کنند و به آن‌ها اجازه می‌دهد با حداقل ورودی در بازی پیشرفت کنند.
این بازی دارای چند نفره محلی و آنلاین است. در حالت چندنفره محلی، بازیکنان به نوبت شخصیت‌های مختلف را کنترل می‌کنند، در حالی که در حالت آنلاین، هفت بازیکن دیگر می‌توانند در تصمیم‌گیری‌های کلیدی رای دهند. بازیکنان می‌توانند تنها با دانلود نسخه آزمایشی بازی در رای‌گیری شرکت کنند. این بازی همچنین دارای یک حالت فیلم است که در آن بازیکن می‌تواند ویژگی‌های شخصیتی شخصیت‌های مختلف را تنظیم کند و سپس اجازه دهد داستان بازی کند. محتوای قابل دانلود نیز برای خرید گنجانده شده بود که به بازیکن اجازه می‌داد از گزینه "Death Rewind" در اولین بازی و همچنین حالت "بازگشت دهه ۸۰" استفاده کند که به شخصیت‌ها لباس‌های جایگزین می‌دهد که در دهه ۱۹۸۰ محبوب بودند.

## داستان
لورا کرنی (سیوبهان ویلیامز) و مکس برینلی (اسکایلر گیزوندو) در طول شب رانندگی می‌کنند تا از اردوگاه هکت بازدید کنند، جایی که این دو به عنوان مشاور کمپ تابستانی استخدام شده‌اند. آن دو برای جلوگیری از برخورد با چیزی در جاده از جاده منحرف می‌شوند و به جنگل برخورد می‌کنند. یک کلانتر محلی (تد ریمی) به ماشین آنها نزدیک می‌شود و به آنها دستور می‌دهد که شب را در متل نزدیک بمانند، اما هر دو به هر حال به سمت کمپ رانندگی می‌کنند. به محض ورود، لورا صدایی را می‌شنود که از یک پناهگاه دفاع مدنی در زیر لژ می‌آید و آن را باز می‌کند. مکس توسط یک هیولا مورد حمله قرار می‌گیرد و کلانتر به کمپ می‌رسد تا لورا را آرام کند که بیهوش می‌افتد.
دو ماه بعد، هفت مشاور اردوگاه، ابیگل بلیگ (آریل وینتر)، دیلن لنیوی (مایلز رابینز)، اما مونتبانک (هالستون سیج)، جیکوب کاستوس (زک تینکر)، کیتلین کا (برندا سونگ)، نیک فورسیلو (ایوان اواگورا) و رایان ارزالر (جاستیس اسمیث) اردوگاه تابستانی هاکتز کواری را به دلیل پایان تابستان تعطیل کرده‌اند و با اتوبوسی از کودکان در حال خروج خداحافظی می‌کنند. با این حال، برنامه‌های خود را برای بازگشت به تمدن توسط جیکوب، که اخیراً توسط دوست دخترش اِما رها شده بود، از مسیر خارج می‌شود. جیکوب به‌طور مخفیانه ون کمپ را خراب می‌کند تا یک شب دیگر را در کمپ بگذراند و اما را پس بگیرد. صاحب کمپ، کریس هکت (دیوید آرکت)، از آن‌ها می‌خواهد تا شب را در خانه قفل کنند و به آن‌ها می‌گوید که صبح با کمک برمی‌گردد. گروه در عوض تصمیم می‌گیرد به دنبال آبجو باشد، یک مهمانی آتش بگیرد و یک بازی جرئت یا حقیقت؟ را انجام دهد. کیتلین به اِما جرأت می‌کند جیکوب یا نیک، دوست ابیگل را ببوسد. اِما نیک را انتخاب می‌کند، او را با شور و اشتیاق می‌بوسد و باعث می‌شود که ابیگل و جیکوب هجوم آورند.
در طول شب، دو شکارچی به نام‌های بابی (اتان سوپلی) و جیدیا (لانس هنریکسن) مشاوران را تعقیب می‌کنند، با این باور که اگر کسی را دستگیر کنند، سرشان را با خون گرگ می‌مالند. نیک دوباره با ابیگل در جنگل متحد می‌شود، اما یک هیولا به آنها حمله می‌کند و نیک را گاز می‌گیرد. جیکوب دوباره با اما کنار دریاچه می‌آید، جایی که او به آن‌ها پیشنهاد می‌کند از آخرین شب زندگی مشترکشان با غواصی لاغر لذت ببرند. بیهودگی آنها با شنیدن فریادهای ابیگل قطع می‌شود و به جنگل می‌دوند تا به او کمک کنند، در حالی که اما به جزیره ای در وسط دریاچه شنا می‌کند که در آنجا توسط هیولای دیگری مورد حمله قرار می‌گیرد. دیلن، کیتلین و رایان نیک را نجات می‌دهند و او را برای بهبودی به لژ کمپ می‌برند. دیلن و رایان با رفتن به دفتر کریس هکت از بیرون درخواست کمک می‌کنند، اما تلاش آنها برای احضار اولین امدادگران با قطع ناگهانی برق و از دست دادن خدمات تلفن مانع می‌شود. سپس آن دو به سمت کلبه رادیویی حرکت می‌کنند تا بتوانند ناراحتی خود را برای شنوندگان رادیو پخش کنند. مشاوران در حین رفتن به استخر خانه هیولایی را می‌بینند که با انفجار تفنگ ساچمه ای کشته می‌شود. وقتی به استخر می‌رسند، هیولایی وجود ندارد، اما جسد کیلی هکت، دختر کریس را پیدا می‌کنند. وضعیت نیک بدتر می‌شود و او به زودی به یک گرگینه تبدیل می‌شود و به سرعت فرار می‌کند.

## بازتاب
بر اساس نتایج مجموعه نقدهای متاکریتیک، نسخهٔ مایکروسافت ویندوز و ایکس‌باکس سری ایکس بازی صید توانسته نقدهای «عموماً مطلوب» و نسخهٔ پلی‌استیشن ۵ آن، نقدهای «ضد و نقیض یا متوسط» دریافت کند.